# Leonid Michajlovič Batkin
Leonid Michajlovič Batkin (rusky Леонид Михайлович Баткин; 29. června 1932, Charkov – 29. listopadu 2016, Moskva) byl ruský historik a literární vědec.

## Život
V roce 1955 absolvoval studium historie na Charkovské státní univerzitě a v roce 1959 obhájil kandidátskou disertační práci na téma Dante a politický boj ve Florencii od konce 13. do začátku 14. století. Doktor historických věd byl od roku 1992.
V letech 1956-1967 přednášel na Charkovské umělecké univerzitě. Byl propuštěn za „hrubé ideologické chyby“, včetně „propagandy čistého umění a formalismu“.
Od roku 1968 pracoval v Ústavu obecných dějin Akademie věd SSSR. V letech 1987-1989 vyučoval současně na Státní historické a archivnické škole v Moskvě. Od roku 1992 byl hlavním vědeckým pracovníkem Ústavu vyšších humanitárních studií Ruské státní univerzity pro humanitní vědy.
V květnu 2010 podepsal výzvu ruské opozice „Putin musí odejít“.
Byl specialistou na historii a teorii kultury, zejména na italskou renesanci. Oblasti výzkumu: italská renesance jako zvláštní druh kultury; povaha a omezení osobní identity v evropské kulturní historii; metodika studia individuálních a jedinečných jevů v dějinách kultury.